# مردم کازاک

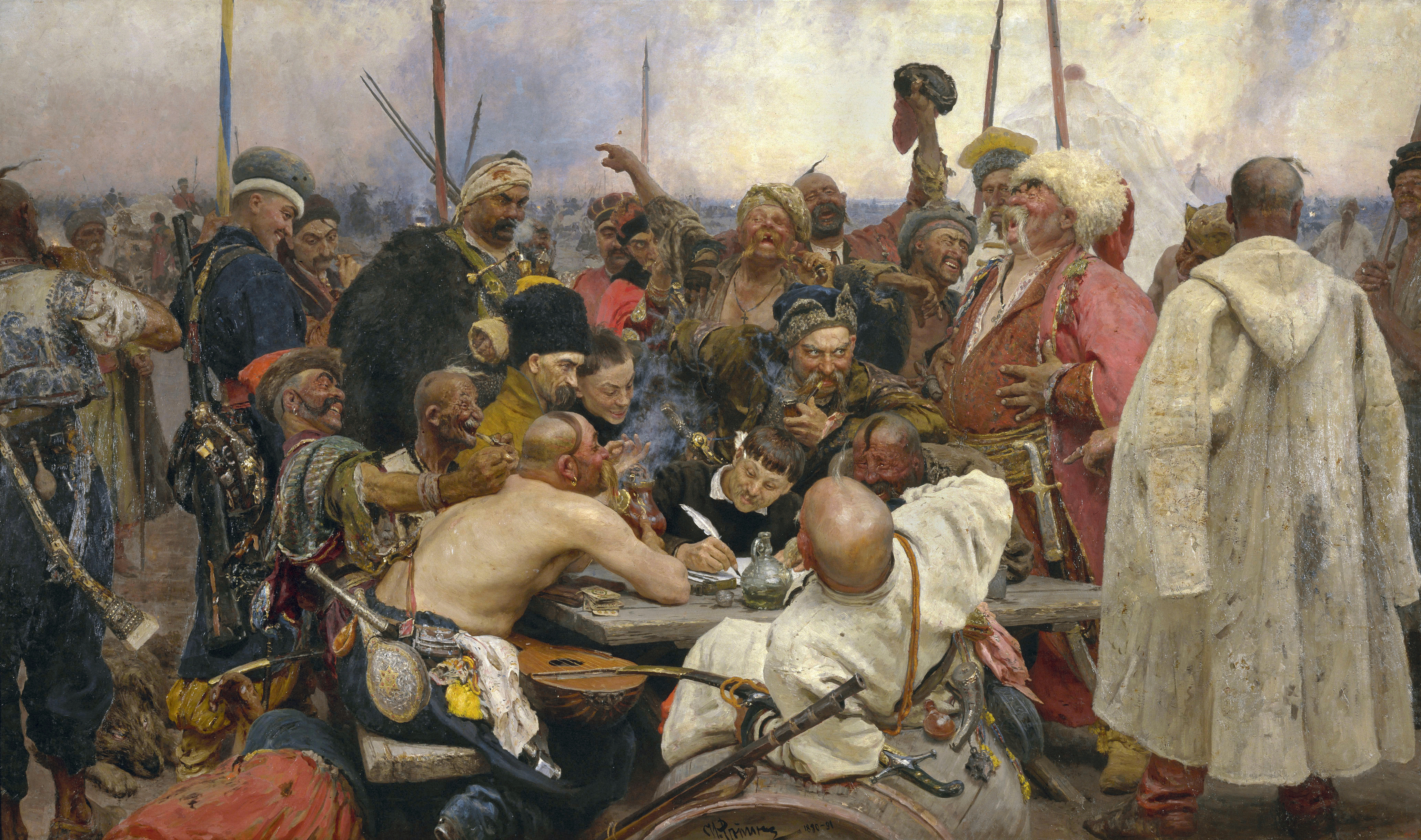
نامه کازاک‌های زاپاروژی به سلطان محمد چهارم عثمانی اثری از ایلیا رپین

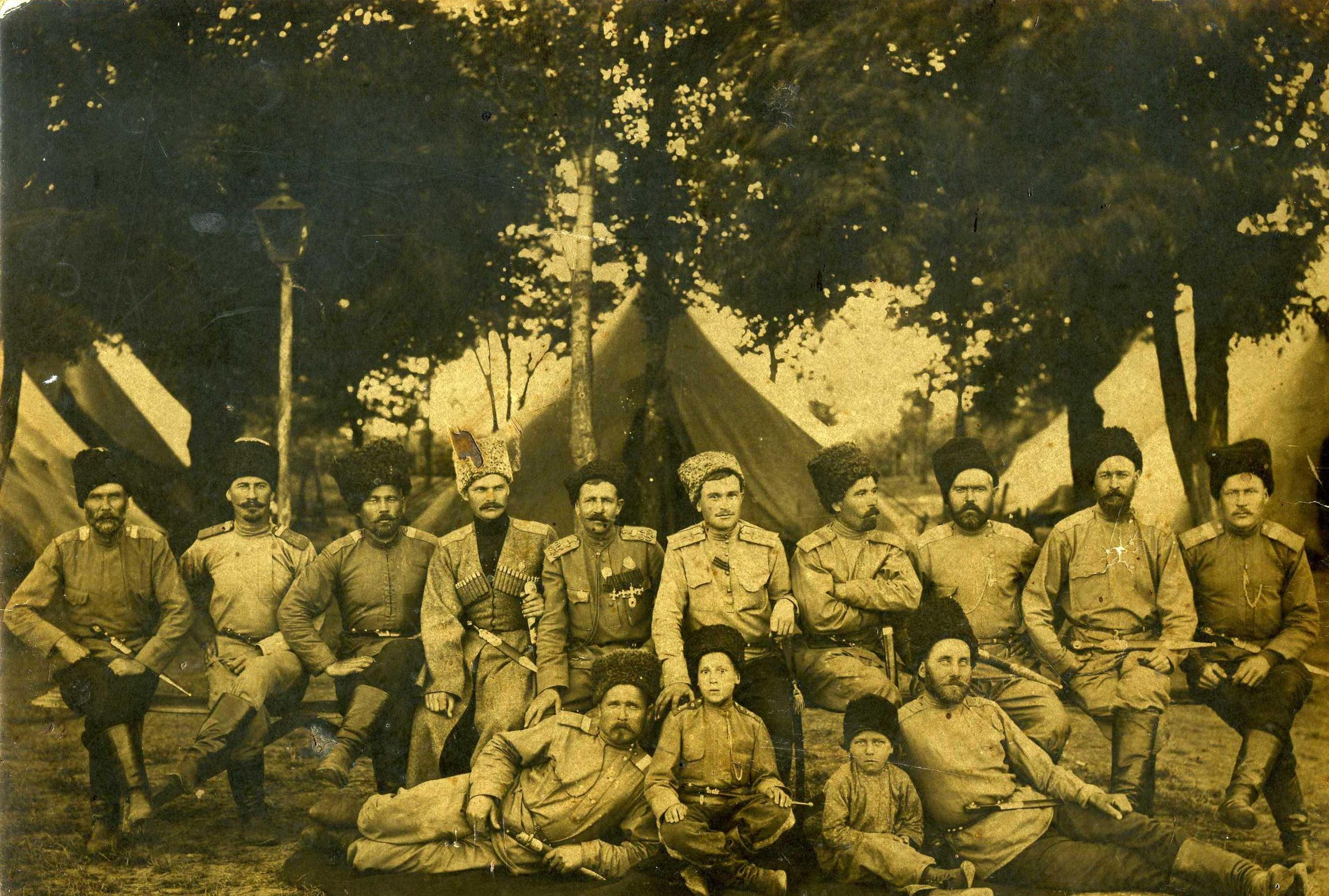
کازاک‌ها در شهر گوریاچیی کلیوچ اردیبهشت ۱۲۹۵

کازاک‌ها (به انگلیسی: Cossacks) قومی از تبار اسلاو شرقی و مسیحیان ارتدوکس هستند که زیستگاهشان استپ پونتیک-کاسپین در اوکراین کنونی و جنوب غرب روسیه است. این قوم قرن‌ها در دوران روسیه تزاری از نوعی خودمختاری برخوردار بود، جنگاورانش زبانزد بودند و به همین دلیل، بخش مهمی از ارتش روسیه را به خود اختصاص دادند و در جنگ‌های توسعه طلبانه تزارها نقشی بسزا ایفا کردند.
کازاک‌ها مردمانی از قوم‌های مختلف جنوب روسیه و اوکراین و لهستان بودند که با فرار از دست اربابان فئودال زندگی آزادی را در استپهای جنوبی و اطراف رودهای دُن و دِنیِپِر برگزیده بودند. در جریان جنگ‌های قدرت‌های حاکم بر آن نواحی به تدریج نقش مرزداری به کازاک‌ها داده شد. کازاک‌ها به شجاعت و مهارت‌های سوارکاری معروف بودند. نیروهای کازاک در جریان حمله ناپلئون به روسیه با جنگ‌های نامنظم و ایذایی هراسی در دل سربازان فرانسوی افکنده بودند. تا پایان حکومت تزاری واحدهای منظم نظامی با نام کازاک در ارتش امپراتوری روسیه تشکیل شده بود.

## کازاک و قزاق
هرچند نام قوم «کازاک» شبیه قوم «قزاق» است، این دو قوم را نباید با یکدیگر مشتبه کرد: کازاک‌ها قومی اروپایی و از تبار اسلاو هستند که زیستگاهشان جنوب‌غربی روسیه و غرب اوکراین و، به‌ویژه، جلگهٔ رود دن است، حال‌آنکه قزاق‌ها از ترک‌تبارند که زیستگاهشان آسیای مرکزی بوده و هست و تا قرن نوزدهم، که خان‌نشین‌هایشان به تصرف روسیان درآمد، حضوری در تاریخ روسیه نداشتند. در زبان روسی، کازاک را «کازاخ» می‌گویند که هیچ ارتباط ریشه‌ای با واژهٔ «قزاق» ندارد. لیکن مترجمانی چون محمود اعتمادزاده (به‌آذین) و احمد شاملو در ترجمهٔ رمان دن آرام، و عبدلعلی کارنگ در ترجمه سفرنامه پیترودلاواله ضمن خطایی سهوی، «کازاک‌ها» را به «قزاق‌ها» ترجمه کرده بودند.